# Ronald Syme
Ronald Syme OM FBA (Eltham, 11 de março de 1903 — Oxford, 4 de setembro de 1989) foi um historiador e classicista nascido na Nova Zelândia. Foi considerado o maior historiador da Roma Antiga desde Theodor Mommsen e o expoente mais brilhante da história do Império Romano desde Edward Gibbon. Sua grande obra foi A Revolução Romana (1939), uma análise magistral e controversa da vida política romana no período que se seguiu ao assassinato de Júlio César.
Em 1958, a Oxford University Press publicou Colonial Élites. Rome, Spain and the Americas, que apresenta três palestras que apresentou na Universidade McMaster em janeiro de 1958 como parte das palestras Whidden. Comparou os três impérios que duraram mais tempo na história ocidental: Roma, Espanha e Grã-Bretanha. Considerou que a duração de um Império está diretamente ligada ao caráter dos homens que dirigem a administração imperial, em particular a das colônias. Nas suas próprias palavras, "a força e a vitalidade de um império devem-se frequentemente à nova aristocracia da periferia".
Sua biografia de Salústio (1964), baseada em palestras na Universidade da Califórnia também é considerada confiável. Seus quatro livros e numerosos ensaios sobre a História Augusta estabeleceram firmemente a natureza fraudulenta dessa obra; ele famosamente apelidou o autor anônimo de "um gramático desonesto".